# 嬌犬牙鯒
嬌犬牙鯒（拉丁語：Ratabulus ventralis），為輻鰭魚綱鮋形目牛尾魚亞目牛尾魚科的其中一種，分布於澳洲東北部海域，屬底棲性魚類，體長可達32.8公分，屬肉食性，生活習性不明。

## 擴展閱讀
維基物種上的相關：嬌犬牙鯒